# Thomas Biagi
Thomas Biagi (Bologna, 7 maggio 1976) è un pilota automobilistico italiano.
L'anno del debutto nel karting è il 1987, nella categoria 60 minikart e in cinque anni centra numerosi successi, tra cui il Torneo delle industrie di Parma e il titolo di Campione Italiano nella Categoria 100 Italia nel 1991.
Nel 1993 approda al Campionato Italiano Formula Europa Boxer dove si classica sesto assoluto e si mette in mostra come miglior debuttante.

## Carriera

### Monoposto
Nel 1994 arriva in Formula 3 e riceve il Trofeo Gariboldi alla serata dei Caschi d'Oro organizzata dalla rivista Autosprint.
Nel 1995 sempre in Formula 3 con il Team RC Motorsport registra tre pole position e due vittorie (Mugello e Imola). Al Motor Show di Bologna vince il trofeo Indoor di Formula 3 e a Fiorano, nello stesso anno, effettua un test con la Minardi Formula 1 M195.
Il triennio 1996 – 1997 – 1998 è il periodo dell'esperienza nella Formula 3000 con la partecipazione al Campionato Internazionale FIA F.3000, mentre nel 1999 Thomas partecipa al campionato F.3000 Italia dove, con solo tre gare all'attivo, si classifica al quarto posto grazie ad una pole position, due secondi e un terzo posto. Al Motor Show di Bologna si aggiudica il Trofeo Indoor F. 3000.
Nel 2000 Thomas approda alla Euro 3000 Series con il Team GP Racing: alla fine della stagione sarà 4º assoluto con una pole position e una vittoria al Gran Premio Internazionale di Assen (Paesi Bassi). Partecipa inoltre al Ferrari day al Mugello, guidando una Ferrari F300 di Formula 1.
Nel 2001 si laurea vicecampione europeo con 32 punti (1 vittoria e 2 pole position). Si aggiudica di nuovo il Trofeo Indoor F. 3000 del Motor Show di Bologna e partecipa al Ferrari day di Monza a bordo di una Ferrari F300 F.1. Alla serata dei Caschi d'oro riceve la prestigiosa medaglia d'oro. 
Il 2002 è l'ultima stagione in monoposto. Con il team Ghinzani, Thomas Biagi conquista tre podi: 3º a Vallelunga, 3º a Brno e 3º a Monza con pole position e record della pista nel GP Lotteria di Monza. Sempre nel medesimo anno guidò nuovamente una F1, testò infatti una Ferrari F2002 sul Circuito di Fiorano.

### Vetture sport
Il 2003 è la stagione d'oro per Thomas, anno in cui partecipa al FIA GT Chiampionship e si laurea Campione del Mondo con il team BMS Scuderia Italia a bordo di una Ferrari 550 Maranello. L'annata inizia nel migliore dei modi con un record: vittoria nella prima gara (Barcellona), che sarà seguita da una serie di cinque successi consecutivi (che restano un record nella storia del Campionato Mondiale GT). Al termine della stagione riceve il Casco d'Oro di AutoSprint, il Trofeo FIA (consegnato ai piloti iridati durante la tradizionale cerimonia che si svolge allo Sporting Club di Montecarlo) e la Medaglia d'Argento al valore atletico del Comitato Olimpico Internazionale.

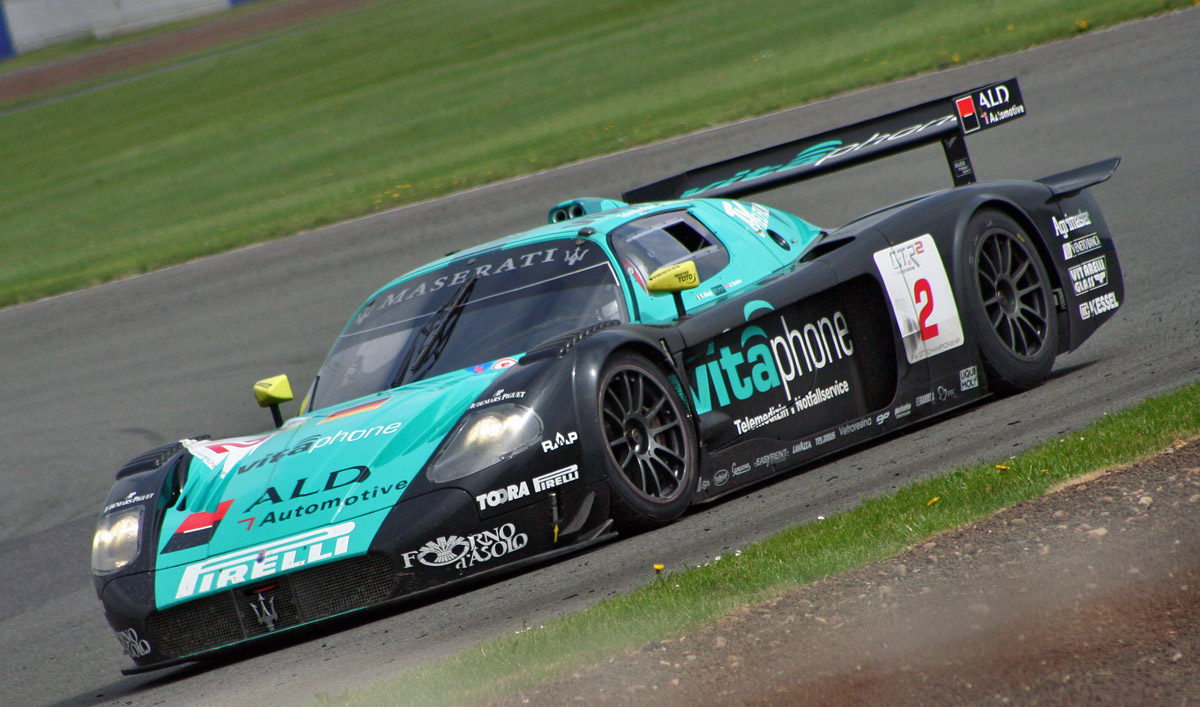
La MC12 di Biagi del 2006

Il 2004 segna un'altra svolta per Thomas, che raccoglie la sfida lanciata da Barron Connor che gli consegna una Ferrari 575 GTC per disputare il Campionato ALMS, laureandosi vicecampione, conquistando il 2º posto alla 12 Ore di Sebring e partecipando alla 24 Ore di Le Mans.
Nel 2005 Thomas ritorna nel campionato FIA GT con la Maserati MC12 del Team Vitaphone. I suoi risultati sono: due vittorie (Silverstone e Oschersleben), un secondo posto (Istanbul) e 3º a Monza, Magny Cours e Imola. Al termine del 2005 vince il Titolo Mondiale costruttori e squadre. 
Nella stessa stagione tornò a guidare vetture di Formula 1, nella fattispecie la Jordan EJ15 al Motor Show di Bologna e la Midland M16 a Jerez de la Frontera, compiendo 92 tornate con tempi di tutto rilievo.

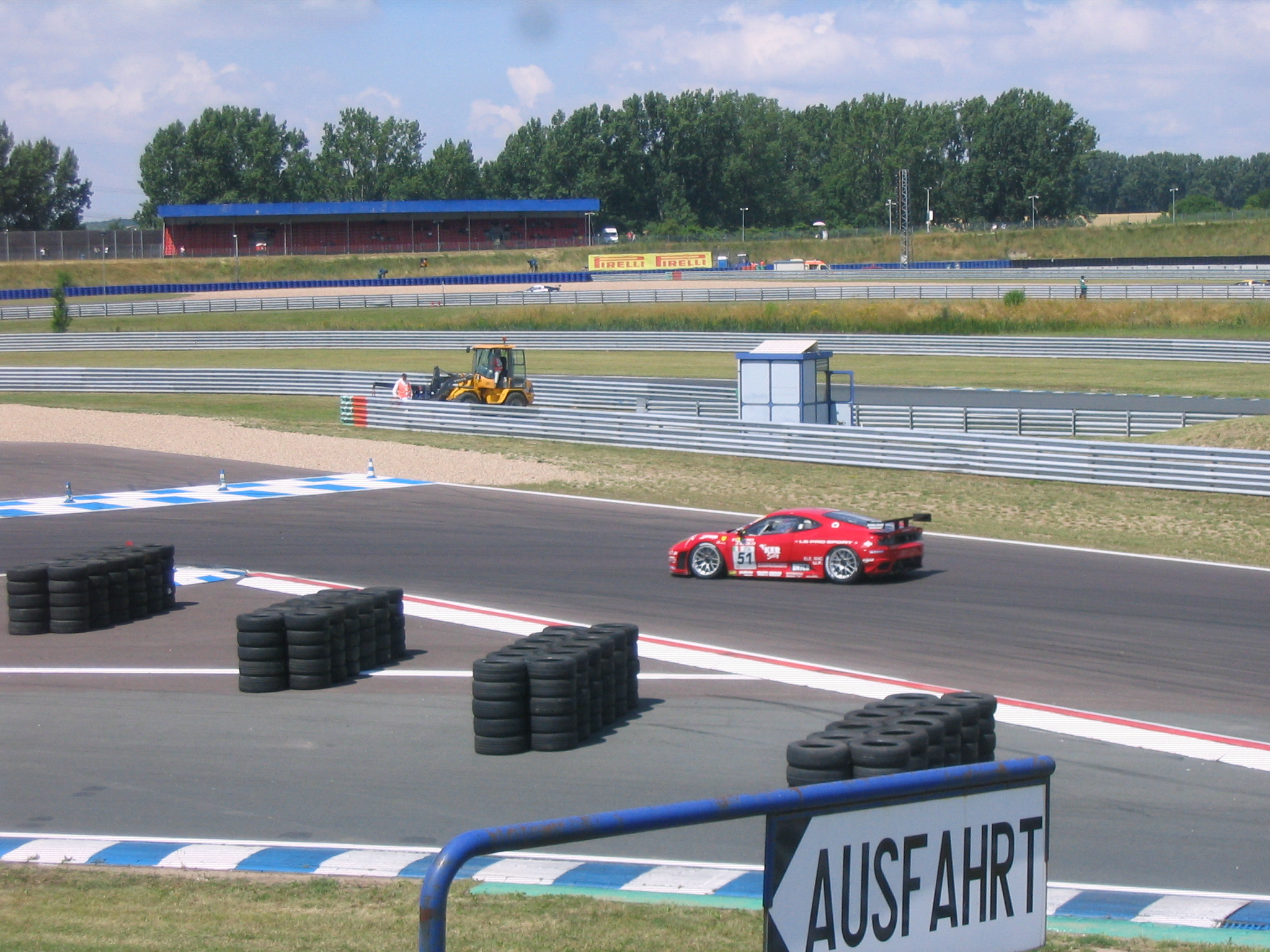
Biagi sulla Ferrari F430 nel 2008

Nel 2006 sempre con la Maserati MC12 vince ancora il Titolo Mondiale a squadre. Durante la stagione ottiene le vittorie a Digione e ad Adria, un secondo posto (Oschersleben) e per tre volte sale sul terzo gradino del podio (Paul Ricard, Mugello e Dubai).
Nel 2007, per il terzo anno di seguito rimane in seno al Team Vitaphone. Thomas ricambia la fiducia centrando il titolo mondiale piloti, il secondo della carriera nel FIA GT. La laurea arriva all'ultima gara, con il terzo posto conquistato a Zolder, in una battaglia in cui il pilota bolognese riesce ad avere la meglio nei confronti di nove pretendenti. Una stagione difficile, con due vittorie (Silverstone e Oschersleben), ma che ha visto Thomas al comando della classifica fin dalla seconda gara. 

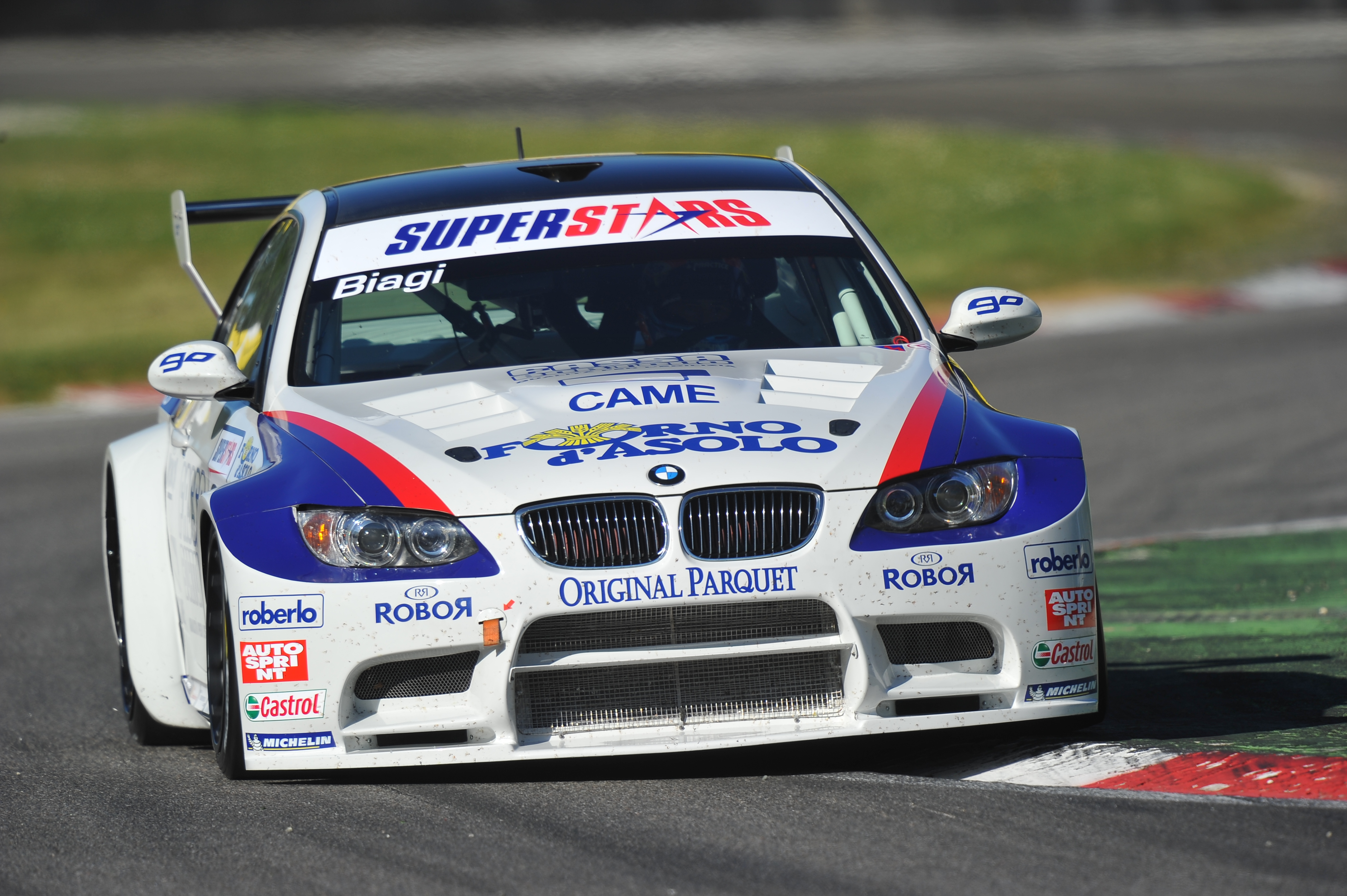
Team BMW Italia 2011

Nel 2008 riceve la chiamata di Amato Ferrari, che gli offre la guida della Ferrari F430 per la scuderia AF Corse, correndo nella categoria GT2.
Nel 2010 entra nel Team BMW Italia che gareggia nel Campionato Superstars, laureandosi Campione Italiano e Campione Internazionale; nella stagione 2011 prosegue la sua partecipazione alle gare del Campionato Superstars.
Alla sua attività agonistica Biagi affianca quella di telecronista per eventi sportivi motoristici sulla rete satellitare SKY Sport.
Dopo alcuni anni di assenza dalle gare, ha partecipato alla prova svoltasi all'Autodromo di Monza valevole per il Campionato Italiano Gran Turismo 2023 e guidando una Ferrari 488 in coppia con Leonardo del Col, ha ottenuto la vittoria nella classe GT Cup

## Dati carriera
- 1993 : Formula Europa Boxer, 6º
- 1994 : Campionato d'Italia di Formula 3, 16º
- 1995 : Campionato d'Italia di Formula 3, 6º (team RC Motorsport)
- 1996 : Formula 3000, 12º
- 1997 : Formula 3000, non classificato
- 1998 : Formula 3000, 15º
- 1999 : Formula 3000 italiana, 4º
- 2000 : Euro Formula 3000, 4º (team GP Racing)
  - Formula 3000 italiana, 5º
- 2001 : Euro Formula 3000, 2º
- 2002 : Euro Formula 3000, 5º (team Ghinzani)
- 2003 : FIA GT, campione (team BMS Scuderia Italia)
- 2004 : ALMS, 2º
  - 24 ore di Le Mans, ritiro
  - 12 ore di Sebring, 2ª categoria GTS
- 2005 : FIA GT, 6º (team Vitaphone)
- 2006 : FIA GT, 7º (team Vitaphone)
- 2007 : FIA GT, campione con il Vitaphone Racing
- 2008 : FIA GT2 (AF Corse)
  - 24 ore di Le Mans, ritiro
- 2009 : Speedcar Series
  - FIA GT1
  - Le Mans Series. 24 ore di Le Mans, ritiro
- 2010 : Superstars, campione d'Italia ed internazionale (BMW Team Italy)
- 2011 : Superstars (BMW)
- 2012 : Superstars (BMW)
  - Campionato d'Italia GT (BMW)
  - BMW Sports Trophy
  - Test DTM a Valencia

## Prove in Formula 1
- 1995: Minardi M195, circuito di Fiorano
- 2000: Ferrari F300, circuito del Mugello (Ferrari Days)
- 2001: Ferrari F300, autodromo di Monza (Ferrari Days)
- 2002: Ferrari F2002, circuito di Fiorano
- 2005: Jordan EJ15, Motorshow di Bologna
- 2005: Midland M16, circuito di Jerez de la Frontera

## Distinzioni
Caschi d'Oro della rivista Autosprint : Trofeo Garibaldi nel 1994, medaglia d'oro nel 2001, casco d'oro nel 2003.
Medaglia d'argento del valore atletico del Comitato Olimpico Internazionale.